# Oskarshamnsnyheterna
Oskarshamnsnyheterna var en dagstidning utgiven i Oskarshamn från 19 december 1920 till 30 november 1985.

## Historia
Tidningen startade med ett provnummer 18 december 1920. Ordinarie utgivning startade 1921.  Tidningen fick nytt  utgivningsbevis 17 oktober 1923 på grund av sin ändrade titel  Oskarshamns Nyheter/ Oscarshamns-Posten. Detta var tidningens namn till 1946 då det blev Oskarhamns/ Nyheterna till 1985. 
Socialdemokraterna i Oskarshamn ville ha en lokal tidning och förvärvade Oskarshamnsposten och folkskolläraren senare riksdagsmannen och landshövdingen Ruben Wangsson blev  redaktör för tidningen. Den socialdemokratiska tidningens start försvårades då förre ägaren av Oskarshamnsposten  startade en ny frisinnad tidning, Oskarshamns Nyheter.. Socialdemokraterna  klarade inte sin egen tidning och Posten återgick till de gamla ägarna. Tidningen Oskarshamnsposten, med Mönsteråsposten som var dess sista sida, uppgick i Oskarshamns Nyheter den 8 oktober 1923 och nya tidningsnamnet blev Oskarshamns Nyheter / Oscarshamns-Posten.
Efterkrigskrisen kulminerad med stor arbetslöshet i slutet av 1920-talet. 1932  gick tidningen i konkurs. Sex anställda försökte rädda tidningem med lån från bland annat Typografiska föreningen. Det höll bara ett år och slutade 1933 med likvidation. Arnold Pettersson blev likvidator. Han engagerade sig med stort intresse för en ny arbetartidning i Kalmar län. Med Oskarhamns arbetarkommun och socialdemokratiska föreningen lyckades han få A-pressensförlag AB att ta över tidningen. 1933 blev så en 22 år gammal  Rolf Edberg redaktör för tidningen. Han skulle senare leda Ny tid i Göteborg.
Utgivningsfrekvens till oktober 1923 var tre dagar i veckan tisdag, torsdag och lördag, sedan till 28 november 1946  tredagarstidning med utgivningsdagar måndagar, onsdagar och fredagar. När  Oskarshamns Tidning i slutet av 1944, började utges som sex-dagarstidning tvingades  Oskarshamnsnyheterna till samma sak. Under åren efter 1945 till slutet som självständig edition 1985 var tidningen sexdagarstidning.
I arbetet med sexdagarstidningen inleddes ett samarbete med  veckotidningen Västerviks-Demokraten, som blev en avläggare 1947. Tidningsnamnet ändrades och Oscarshamns-Posten försvann från namnet. Tryckpressen  klarade inte att trycka båda tidningarna. Resultatet blev ett samgående med Östra Småland i Kalmar, som då installerade en ny  rotationspress och då slutade tidningen trycktas i Oskarshamn.
Tidningen blev 1953 avläggare till Östra Småland i Kalmar.  Enligt Libris var tidningen edition till Östra Småland 1979-1984 och 1 juni 1984 till 30 november 1984 edition till Västerviksdemokraten.

## Redaktion
Redaktionsort för tidningen var hela tiden Oskarshamn. Politiskt var tidningen liberal, frisinnad till 1933 då den blev socialdemokratisk och förblev så till 1985 då den blev en edition till Östra Småland.
| Period                 | Ansvarig utgivare                        | Period                 | Redaktör          |
| 1920-11-29--1928-12-17 | Segerborg, Per Johan Persson (Pälle) red | 1920-12-18--1928-12-14 | Segerborg, Pälle  |
| 1928-12-18--1930-03-16 | Nylin, Karl Axel red                     | 1928-12-17--1930-03-14 | Nylin, Axel       |
| 1930-03-17--1933-01-11 | Edvall, John Victor August (hamnkapten)  | 1930-05-09--1933-12-27 | Wallström, John   |
| 1933-01-12--1934-01-10 | Wallström, John Hjalmar Kristoffer red   | 1934-01-03--1934-06-29 | ingen uppgift     |
| 1934-01-11--1945-11-28 | Petersson, Joël Arnold Hildebard faktorn | 1934-07-02--1938-05-18 | Petersson, Arnold |
|                        |                                          | 1938-05-20--1944-08-30 | Landqvist, Olof   |
|                        |                                          | 1944-09-01--1944-11-22 | ingen uppgift     |
| 1945-12-01--1950-03-27 | Kumm, Evert                              | 1944-11-24--1950-03-27 | Kumm Evert        |
| 1950-03-28--1950-11-27 | Staav, Agne                              | 1950-03-28--1950-11-21 | Staav, Agne       |
| 1950-11-22--1952-09-20 | Hallehn, Gösta                           | 1950-11-21--1953-11-17 | Halléhn, Gösta    |
| 1952-09-22--1978-09-22 | Person, Sven                             | 1953-11-18--1978-09-22 | Persson, Sven     |
| 1978-09-23--1980-04-01 | Engqvist, Lars                           | 1978-09-23--1980-04-01 | Engqvist, Lars    |
| 1980-04-02--1980-04-02 | Ahlqvist, Berndt                         | 1980-04-02--1980-04-02 | Ahlqvist, Berndt  |

## Tryckning
Provnumret trycktes på okänd officin, men 1921 till slutet av 1922 stod Kalmar tryckeriaktiebolag  i Kalmar för tryckningen. Under 1923 till 6 oktober tog Västervikspostens tryckeriaktiebolag i Västervik över men från den 8 oktober 1923 till 28 januari 1929 tog Aktiebolag Oskarshamns nyheters tryckeri i Oskarshamn över tryckningen.
Uppgifter om tryckeri saknas 1929 till 1948 i Nya Lundstedt på Kungliga Biblioteket men 18 juni 1948 trycks tidningen på Norra Kalmar läns tryckeri aktiebolag i Oskarshamn. 1952 flyttar tidningen åter till Kalmar, då Tidningen Östra Smålands tryckeri A.B. tar över tryckningen. 
Trycksvärta var enda färgen till 1950 och då kunde man använda 2 färger. Satsytan var hela tiden stor men 1964–1984 lite mindre 43,5x29 cm satsyta.
Upplagan var på hela 5 800 exemplar 1929 och var 1930 5 000 inklusive Mönsterås Nyheter. Den förblev på samma nivå men ökade efter andra världskriget till cirka 8 000 exemplar då Västerviksdemokraten inkluderas i upplagan.1956  var TS upplagan  bara 4 100 exemplar men ökade under 1960-talet till ungefär 6 000 exemplar med en topp 1964 på hela 7 800 exemplar. Oskarshamnseditionen verkar ha 6 000 exemplar i upplaga för då Västerviksdemokraten tas med i TS boken 1980 är upplagan 9 000 exemplar. 1982 är den också inklusive Västersviksdemokraten 9 300 exemplar. 
Sidantalet var 4–8 sidor till 1935 och sedan maximalt 12 till 1955. 1960 når tidningen vissa dagar 16 sidor. Ökningen  fortsätter med 20–24 sidor 1965 och 1970. 1979 noterades 28–40 sidor för tidningen vilket är maximalt för tidningen.
Priset var cirka 10 kronor helåret till 1942 och fördubblades sedan till 1949. 1960 hade priset nått 56 kronor och 1967 var det över 100 kr. 268 kr kostade tidningen 1977. 1985 hade priset ökat till  575 kr för helårsprenumerationen.